# Rudi Köhnke
Rudi Køhnke (født 10. maj 1977 i Ballerup, Danmark) er en dansk skuespiller, model, sanger og uddannet kok.

## Baggrund
Køhnkes mor var dansk, og hans far albansk. Rudi voksede op hos en plejefamilie i Ballerup.

## Karriere
Han debuterede som skuespiller i spillefilmen Nordkraft fra 2005, der er en filmatisering af Jakob Ejersbos bog af samme navn.
I 2006 var han hovedrolleindehaver i den danske film Fidibus, der er instrueret af Hella Joof. I mellemtiden indspillede han desuden en uafhængig film ved navn Bønnes Crew. Han har også medvirket i Manden med de gyldne ører fra 2009.
Han optrådte i 2003-2004 som den ene halvdel af "Elvis Bros Show" og i 2007, hvor han optrådte som forsanger i Robbie Williams Experience, blev han kåret "Danmarks lækreste mand" af modemagasinet Bazar.[kilde mangler]

## Udvalgt filmografi
- Nordkraft - Frank (2005)
- Fidibus - Kalle (2006)
- Remis - William (kortfilm, 2009)
- Sværvægter - Liam (kortfilm, 2014)
- Ødeland - Asger (kortfilm, 2015)
- The One (2016)

### Tv-serier
- Manden med de gyldne ører - Silas (2009)
- Hotel Cæsar - Rock Young (2012)
- The Team - Billy (2015)
- Kriger - Jack (2018)
- Bedrag III (2019)